# Vicovu de Jos
Vicovu de Jos là một xã thuộc hạt Suceava, România. Dân số thời điểm năm 2002 là 5991 người.